# Sambalanço
O Sambalanço (samba de balanço) é um gênero musical derivado do samba que se desenvolveu do início da década de 1950 até meados da década de 1960 no Brasil, especialmente nos seus dois maiores centros, São Paulo e Rio de Janeiro, refletindo as mudanças pelas quais esse gênero passou após a Segunda Guerra Mundial para responder a novas exigências culturais que a urbanização do país trouxe. Tendo como raízes o samba, especialmente o samba-exaltação, modificado através da infusão de novos elementos vindos do jazz estadunidense e de ritmos caribenhos - esses últimos especialmente no papel desempenhado pelos instrumentos de sopro -, os artistas de sambalanço desenvolveram um som extremamente ritmado e dançante, com temáticas extrovertidas e bem-humoradas.

## Características
O sambalanço é um gênero musical difuso, no sentido de que diversos artistas lançaram canções utilizando-se de sua linguagem e de suas temáticas, mas a sua teorização por estudiosos e mesmo pela crítica musical da época é pouco densa, ficando o estilo à sombra de outras manifestações musicais da época, especialmente da bossa nova.

### Linguagem musical
Desse modo, o sambalanço apresenta algumas características bem constantes: a utilização de órgãos e teclados elétricos precursores - como o Sonovox - para conduzir o ritmo; e instrumentos de sopro de marcação rítmica acentuada, com inclinação percussiva e, às vezes, mostrando influências de ritmos caribenhos.

### Temática
A temática do sambalanço é variada: contém temas urbanos, com letras extrovertidas e quase sempre bem-humoradas, além de algumas incursões em temas próximos do samba-exaltação. Uma característica marcante é o apelo a onomatopeias - como "esquindô", "teleco-teco" ou "ziriguidum" - para se referir ao suingue, ao balanço do ritmo.

## Etimologia
No Brasil, acredita-se que o termo "samba" foi uma corruptela de "semba" (umbigada), palavra de origem africana - possivelmente oriunda de Angola ou Congo, de onde vieram a maior parte dos escravos para o Brasil. O registro mais antigo da palavra samba ocorreu no Diario de Pernambuco de 4 de agosto de 1830, em matéria combatendo o envio de soldados para o interior como medida disciplinar, já que lá descambariam na ociosidade, entretendo-se “nas pescarias de currais [armadilhas de apanhar peixe], e trepações de coqueiros, em cujos passatempos será recebida com agrado a viola, e o samba”. De acordo com Hiram da Costa Araújo, ao longo dos séculos, as festas de danças dos negros escravos na Bahia eram chamadas de "samba". No Rio de Janeiro, no entanto, a palavra só passou a ser conhecida ao final do século XIX, quando era ligada aos festejos rurais, ao universo do negro e ao "norte" do país, ou seja, a Bahia.
Assim, a palavra sambalanço é uma união da palavra "samba" - o ritmo originário - com a palavra "balanço" - representando o suingue adicional que este gênero tem, já que destinado a ser dançado em casas de bailes, em pistas de dança de boates.

## História

### Origens
Este gênero musical faz parte das inovações pelas quais o samba passou após a Segunda Guerra Mundial, devido à crescente urbanização do país - especialmente na efervescência cultural verificada nas cidades de São Paulo e do Rio de Janeiro - que mudou o eixo da produção, do consumo, e a própria temática da música popular. Assim, surgiu no início da década de 1950 em boates de São Paulo e do Rio de Janeiro a partir da necessidade de dar mais impacto rítmico e nova estruturação instrumental ao samba, de modo a permitir a evolução de pares de dançarinos em pistas de dança. Assim, já apresenta influência do jazz.
A primeira gravação do gênero foi um compacto com Samba Que Eu Quero Ver, no lado A, e Bicharada, no lado B, feita por Djalma Ferreira e seus Milionários do Ritmo para a gravadora Gravações Elétricas S.A., selo Continental, em 1951.

## Discografia principal
Discografia dada por Tárik de Souza.
- 1953 - Parada de Dança Nº 1 - Djalma Ferreira e seus Milionários do Ritmo (Musidisc)
- 1956 - Samba... Alegria do Brasil - Waldir Calmon e sua Orquestra (Discos Rádio)
- 1958 - Drink - Djalma Ferreira e seus Milionários do Ritmo (Drink Discos)
- 1959 - Drink no Rio de Janeiro - Djalma Ferreira e seus Milionários do Ritmo (Drink Discos)
- 1960 - Convite ao Drink - Djalma Ferreira e seus Milionários do Ritmo (Drink Discos)
- 1960 - Um Novo Astro - Miltinho (Rozenblit, selo Sideral)
- 1960 - Se Acaso Você Chegasse - Elza Soares (Odeon Records)
- 1960 - A Bossa Negra - Elza Soares (Odeon Records)
- 1961 - Samba em Tu - Miltinho (RCA Victor)
- 1961 - Ed Lincoln, seu Piano, seu Órgão Espetacular - Ed Lincoln (Musidisc)
- 1961 - Samba é Samba - Walter Wanderley (Odeon Records)
- 1961 - João Roberto Kelly e os Garotos da Bossa - João Roberto Kelly (Rozenblit, selo Mocambo)
- 1961 - Os Grandes Sucessos de Miltinho - Miltinho (RGE)
- 1962 - Novo Feito para Dançar "D" – Waldir Calmon e seu Conjunto (Copacabana)
- 1962 - Tem que Balançar – Pedrinho Rodrigues (Musidisc)
- 1962 - Jadir no Samba – Jadir de Castro (CID Entertainment, selo Pawal)
- 1962 - Samba de Balanço – Luís Reis e seu Ritmo Contagiante (Philips)
- 1962 - A Chave do Sucesso – Orlandivo (Musidisc)
- 1963 - Ed Lincoln, seu Piano, seu Órgão Espetacular - Ed Lincoln (Musidisc)
- 1963 - Orlann Divo - Orlandivo (Musidisc)
- 1963 - Eu... Miltinho - Miltinho (RGE)
- 1963 - Bossa & Balanço – Miltinho (RGE)
- 1963 - Gostoso É Sambar – Dóris Monteiro (Philips)
- 1963 - Na Roda do Samba – Elza Soares (Odeon)
- 1963 - Amor Demais – Silvio Cesar (Musidisc)
- 1964 - Sem Carinho, Não – Sílvio César (Musidisc)
- 1964 - A Volta – Ed Lincoln (Musidisc)
- 1964 - Samba a 4 Mãos – João Roberto Kelly e Luís Reis (RCA)
- 1964 - Lição de Balanço – Ed Maciel, Zé Bodega, Tenório Jr., Copinha, Dom Um Romão, Rubens Bassini, Cipó, Humberto Garin, Jorginho, Dálgio e Julinho Barbosa (RGE)
- 1965 - Samba em Paralelo – Orlandivo (Musidisc)
- 1966 - Ed Lincoln - Ed Lincoln (Musidisc)
- 1968 - Ed Lincoln - Ed Lincoln (Savoya Discos)
- 1977 - Orlandivo - Orlandivo (Copacabana)
- 2005 - Samba Flex – Orlandivo (Deckdisc)

## Compositores
São importantes, também, os compositores Haroldo Barbosa, Luís Antônio e Luís Bandeira.